# 1847 у літературі

## Події
- 5 квітня — арештовано Тараса Шевченка за участь у таємній організації Кирило-Мефодіївське братство.
- Шарлотта Бронте опублікувала «Джейн Ейр».
- Емілі Бронте опублікувала «Буремний перевал».
- Енн Бронте опублікувала «Аґнес Ґрей».

## Твори
- Твори Тараса Шевченка:
  - поема Відьма
  - В казематі
  - Не спалося — а ніч як море
  - Думи мої, думи мої
  - поема Княжна
  - Сонце заходить, гори чорніють
  - Мені тринадцятий минало
  - Не гріє сонце на чужині
  - Сон (Гори мої високії)
  - Іржавець
  - О думи мої! о славо злая!
  - Полякам
  - Чернець
  - Один у другого питаєм
  - Самому чудно, а де ж дітись?
  - Стрічечка до стрічечки
  - Хустина
  - А. О. Козачковському
  - Москалева криниця
  - То так і я тепер пишу

## Видання
- Олександр Духнович — «Книжиця»
- Пантелеймон Куліш — «Українські народні перекази» — збірник записів бувальщини